# 心象表現 (アルバム)
『心象表現』（原題: I Advance Masked）は、アンディ・サマーズとロバート・フリップが1982年に発表したスタジオ・アルバム。

## 解説
1981年、サマーズは当時在籍していたポリスでの活動が檻のようになってきたと窮屈に感じて、外部のミュージシャンと活動して羽を伸ばして、現実の世界でまだやっていけるかどうか試してみようと考えた。彼は最近、同郷のギタリストで旧知の間柄だったフリップがプロデューサー兼ギタリストの役を担ったザ・ローチェスの同名デビュー・アルバム（1979年）を聴いて、フリップのソロ演奏が非常に感情的であることに驚き、互いに共通するものを見つけられるかもと思うほど感銘を受けていた。
サマーズはフリップに連絡を取り、両者は数日後にマンハッタンのソーホーにあるクッピング・カフェ（Cupping Cafe）で落ち合い、フリップの友人が所有する近所のアパートに行き、数時間に亘ってギターを弾いてどのような音楽を生み出すかを見つけ、それをスタジオでどのようにまとめるかについて構想を練った。そして二週間後、共通の友人がボーンマスに所有するスタジオで本作を制作した。翌年5月には、ロンドンのアイランド・スタジオでミキシングが行なわれた。
サマーズが所属するA&Mレコードは本作にあまり興味を示さなかったが、この時点で彼を怒らせないように発表することにした。果たして本作はBillboard 200で60位以内に入った。上層部には理解できないことではあったが、彼等は喜んだ。

## 収録曲
全曲ともサマーズとフリップが共作したインストゥルメンタル。邦題は日本盤CDに準拠。

### CD
| #         | タイトル                                               | 作詞  | 作曲・編曲 | 時間 |
| --------- | ------------------------------------------------------ | ----- | ---------- | ---- |
| 1.        | 「心象表現 I Advance Masked」                          |       |            | 5:15 |
| 2.        | 「静寂の架橋 Under Bridges Of Silence」                |       |            | 1:42 |
| 3.        | 「チャイナ・イエロー・リーダー China - Yellow Leader」 |       |            | 7:10 |
| 4.        | 「深い森の中で In The Cloud Forest」                   |       |            | 2:30 |
| 5.        | 「ニュー・マリンバ New Marimba」                       |       |            | 3:38 |
| 6.        | 「ブランコの少女 Girl On A Swing」                     |       |            | 2:04 |
| 7.        | 「ハーディー・カントリー Hardy Country」               |       |            | 3:00 |
| 8.        | 「神の園 The Truth Of Skies」                          |       |            | 2:08 |
| 9.        | 「絵画と舞踏 Painting And Dance」                      |       |            | 3:25 |
| 10.       | 「スティル・ポイント Still Point」                     |       |            | 3:09 |
| 11.       | 「水辺のスケッチ Lakeland / Aquarelle」                |       |            | 1:43 |
| 12.       | 「セヴン・オン・セヴン Seven On Seven」                |       |            | 1:38 |
| 13.       | 「心神喪失 Stultified」                                |       |            | 1:26 |
| 合計時間: | 合計時間:                                              | 38:48 |            |      |

### オリジナルLP
| #         | タイトル                                               | 作詞  | 作曲・編曲 | 時間 |
| --------- | ------------------------------------------------------ | ----- | ---------- | ---- |
| 1.        | 「心象表現 I Advance Masked」                          |       |            | 5:15 |
| 2.        | 「静寂の架橋 Under Bridges Of Silence」                |       |            | 1:42 |
| 3.        | 「チャイナ・イエロー・リーダー China - Yellow Leader」 |       |            | 7:10 |
| 4.        | 「深い森の中で In The Cloud Forest」                   |       |            | 2:30 |
| 5.        | 「ニュー・マリンバ New Marimba」                       |       |            | 3:38 |
| 6.        | 「ブランコの少女 Girl On A Swing」                     |       |            | 2:04 |
| 合計時間: | 合計時間:                                              | 22:19 |            |      |

| #         | タイトル                                 | 作詞  | 作曲・編曲 | 時間 |
| --------- | ---------------------------------------- | ----- | ---------- | ---- |
| 1.        | 「ハーディー・カントリー Hardy Country」 |       |            | 3:00 |
| 2.        | 「神の園 The Truth Of Skies」            |       |            | 2:08 |
| 3.        | 「絵画と舞踏 Painting And Dance」        |       |            | 3:25 |
| 4.        | 「スティル・ポイント Still Point」       |       |            | 3:09 |
| 5.        | 「水辺のスケッチ Lakeland / Aquarelle」  |       |            | 1:43 |
| 6.        | 「セヴン・オン・セヴン Seven On Seven」  |       |            | 1:38 |
| 7.        | 「心神喪失 Stultified」                  |       |            | 1:26 |
| 合計時間: | 合計時間:                                | 16:29 |            |      |

## ミュージシャン
- ロバート・フリップ　Robert Fripp – エレクトリック・ギター、モーグ・アンド・ローランド・シンセサイザー、ローランド・ギター・シンセサイザー、フェンダー・ベース、パーカッション
- アンディ・サマーズ　Andy Summers – 同上